# Rickettsiose vésiculeuse
 Mise en garde médicale
La rickettsiose vésiculeuse ou varicelliforme ou fièvre vésiculeuse (en anglais rickettsialpox ou rickettsial pox) est une maladie causée par la bactérie Rickettsia akari du genre Rickettsia, et de ce fait appartenant au groupe de maladies infectieuses appelé rickettsioses, dont le principal représentant historique est le typhus épidémique.

## Histoire
En 1946, une épidémie inhabituelle ressemblant à une forme de varicelle est signalée dans un immeuble d'habitations de New-York. Cette maladie débute par une lésion initiale à type d'escarre. Un professionnel local de la dératisation, et entomologiste amateur, Charles Pomerantz (en) alerte les autorités de santé de New-York : il a trouvé des souris infestées de poux dans les sous-sols de l'immeuble, et ces poux de souris pourraient être à l'origine de la maladie.
Les enquêteurs de New-York sont alors appuyés par le médecin Robert Huebner du Service de santé publique des États-Unis (U.S. Public Health Service). En 8 mois, la nature et l'origine de la maladie sont entièrement résolues.
L'agent causal est une nouvelle rickettsie, qui sera appelée Rickettsia akari, appartenant au groupe des fièvres boutonneuses. Le vecteur est un acarien, le pou Allerdermanyssus sanguineus (ancienne dénomination) qui parasite la souris domestique.
À partir des souris vivant dans le sous-sol, à proximité de la chaudière, les poux grimpent le long du chauffage central, et infestent la moquette des appartements : les petits enfants sont alors les plus exposés à contracter la maladie. 

## Épidémiologie et classification
La bactérie responsable Rickettsia akari est transmise à l'homme par un acarien parasite :  Liponyssoides sanguineus de la famille des Dermanyssidae. Il s'agit d'un pou qui parasite normalement les petits rongeurs domestiques, comme la souris Mus musculus. 
La maladie sévit sous forme de petites épidémies en milieu urbain ou péri-urbain (New-York à partir de 1946). Elle existerait également dans des régions de l'ex-Union Soviétique, et en Corée.
Les souris, rats et autres rongeurs domestiques constituent le  réservoir naturel de la bactérie responsable. Il existerait une transmission transovarienne (la femelle infectée du pou transmet la bactérie à ses propres œufs) faisant de l'acarien lui-même une partie du réservoir naturel possible.
Même si elle n'est pas transmise par une tique, la maladie fait partie d'un même sous-groupe de rickettsioses, celui des fièvres des morsures de tiques ou fièvres boutonneuses (en anglais spotted fever) dont le principal représentant en Amérique est la fièvre pourprée, dans l'ancien monde la fièvre boutonneuse méditerranéenne.

## Clinique
La période d'incubation probable est de 7 à 10 jours, jusqu'à 24 jours.
Maladie relativement bénigne, elle se caractérise par un début brutal de type pseudo-grippal, avec photophobie et une fièvre à 40° pendant sept jours avec une lésion au point d'inoculation. Cette lésion commence comme une papule, évoluant en vésicule, puis en  escarre (petit ulcère noirâtre), avec une adénite régionale (ganglion proche).
Au bout d'une semaine, apparait un érythème d'abord maculo-papuleux puis vésiculeux et enfin croûteux, disséminé sur tout le corps, respectant la paume des mains et la plante des pieds,. Cette éruption est similaire à celle de la varicelle, mais qui, à son début, peut poser un problème de diagnostic différentiel avec la variole.
Sans traitement, la maladie guérit spontanément en trois semaines.

## Diagnostic
La méthode de référence est la mise en évidence d'anticorps, notamment par immunofluorescence indirecte.
La PCR détecte les séquences d'ADN spécifiques de l'agent infectieux.

## Traitement
Les tétracyclines représentent les antibiotiques de référence, faisant chuter la fièvre en moins de trois jours.

## Dans la fiction
- Saison 7 de Dr House#Épisode 7 : En quarantaine